# نيكولاس اسميت ميرين
نيكولاس اسميت ميرين (15 نوفمبر 1991 بميدون في فرنسا - ) (بالفرنسية: Nicolas Isimat-Mirin)‏ هو لاعب كرة قدم فرنسي في مركزي الدفاع وقلب الدفاع. شارك مع منتخب فرنسا تحت 20 سنة لكرة القدم ومنتخب فرنسا تحت 21 سنة لكرة القدم. أما مع النوادي، فقد لعب مع نادي آيندهوفن ونادي فالينسيان ونادي موناكو وJong PSV ‏.

## وصلات خارجية
- نيكولاس اسميت ميرين على موقع اتحاد تركيا (لاعب) (الإنجليزية)
- نيكولاس اسميت ميرين على موقع رابطة كرة القدم الفرنسية للمحترفين (الإنجليزية)
- نيكولاس اسميت ميرين على موقع قاعدة بيانات كرة القدم.إي يو (الإنجليزية)
- نيكولاس اسميت ميرين على موقع ليكيب (الفرنسية)
- نيكولاس اسميت ميرين على موقع Soccerway.com (الإنجليزية)
- نيكولاس اسميت ميرين على موقع عالم كرة القدم.نت (الإنجليزية)
- نيكولاس اسميت ميرين على موقع AS.com (الإسبانية)